# Isabel Muñoz-Caravaca
Isabel Muñoz-Caravaca y López-Acevedo (Madrid, 3 de agosto de 1848-Guadalajara, 28 de marzo de 1915) fue una maestra, periodista, astrónoma y activista obrera, ecologista y feminista española.

## Biografía
Nació en Madrid el 3 de agosto de 1848 en el seno de una familia aristocrática. Estudió en Madrid y París, recibió también enseñanza musical en el Real Conservatorio de Madrid con Manuel de la Mata. El 7 de diciembre de 1874 se casó con Ambrosio Moya de la Torre y Ojeda, veintiséis años mayor que ella, director del instituto de Noviciado y profesor en la Universidad Central de Madrid, en la que había obtenido el doctorado en Ciencias con la primera tesis sobre probabilidad que se presentó en España.
Hasta que murió su marido vivió la vida propia de una familia burguesa, pero al enviudar rompió con los convencionalismos de la época. En septiembre de 1895 se incorporó a la Escuela de Niñas de Atienza (Guadalajara), en la que desarrolló una intensa labor pedagógica que se vio reflejada en sus libros Principios de Aritmética y Elementos de la teoría del solfeo. Fundó una Escuela Nocturna para Adultos donde impartía clases y preparaba a jóvenes de Atienza para ingresar en la Escuela Normal de Magisterio. En 1902, cansada del acoso caciquil y eclesiástico, renunció a su plaza de maestra, aunque desde la Junta Local de Primera Enseñanza impulsó la construcción de una nueva escuela en Atienza.
Se dedicó a la Astronomía, instaló un telescopio en su domicilio de Atienza y fue admitida en la Sociedad Astronómica de Francia. En agosto de 1905 fue la anfitriona de Camille Flammarion, que vino a Almazán (Soria) para observar un eclipse de Sol.
Además, a ella se debe la restauración y estudio de la bandera medieval de la Caballada de Atienza.

### Feminismo
Asidua colaboradora de la prensa, escribió en Atienza Ilustrada, Flores y Abejas, El Republicano, La Alcarria Obrera y Juventud Obrera de Guadalajara, y en Acción Socialista de Madrid.
La prensa le sirvió de medio de agitación. Fueron sonadas sus campañas contra la pena de muerte, los festejos taurinos y el maltrato a los animales. Feminista de primera hora, sostenía un feminismo con un fuerte acento social que iba más allá de la demanda del sufragio femenino. Fue pionera del feminismo socialista que buscaba, en un plano de igualdad, la emancipación de las mujeres y de la clase obrera. Se sumó a la causa de los trabajadores y, aunque nunca perteneció a ningún partido ni sindicato, colaboró con las Sociedades Obreras de Guadalajara y respaldó desde la prensa las luchas de las clases populares.
En abril de 1910 se trasladó a Guadalajara para acompañar a su hijo Jorge, que había obtenido una plaza de Auxiliar de Secretaría de la Junta Provincial de Instrucción Pública. Poco después enfermó de cáncer y falleció el 28 de marzo de 1915.

## Obras
Disponibles en dominio público: 
- Muñoz Caravaca, Isabel. Artículo "Sobre Feminismo".[4]
- Muñoz Caravaca, Isabel. Artículo "Artes desdeñadas".[5]
- Muñoz Caravaca, Isabel. Elementos de la Teoría del Solfeo.[6]
- Muñoz Caravaca, Isabel. Principios de aritmética.[7]